# Karnawał

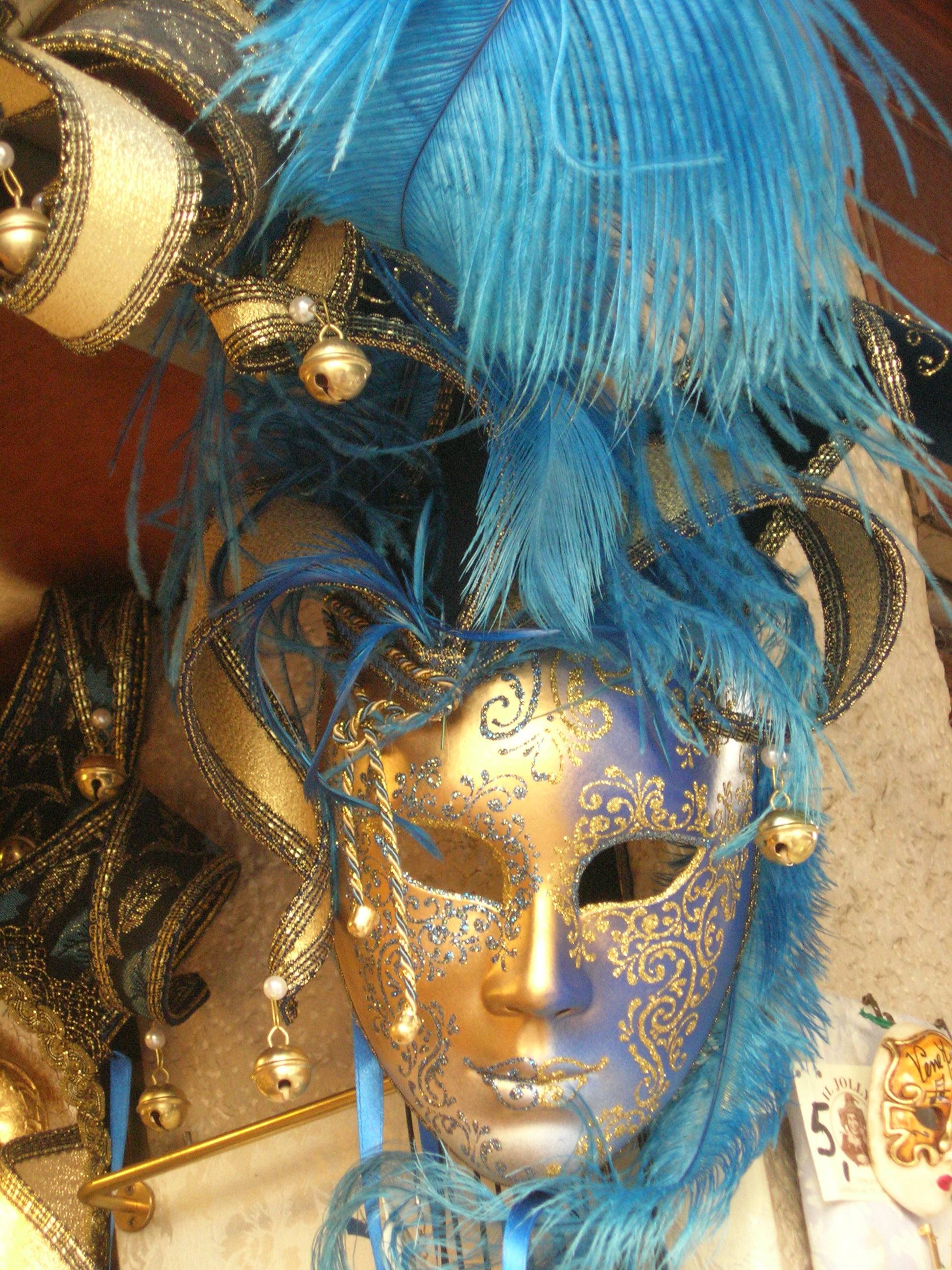
Maska wenecka

Karnawał, zapusty – okres zimowych balów, maskarad, pochodów i zabaw. Rozpoczyna się najczęściej w dniu Trzech Króli, a kończy we wtorek przed Środą Popielcową, która oznacza początek wielkiego postu i oczekiwania na Wielkanoc.

## Geneza karnawału
Nazwa pochodzi od włoskiego carnevale, z łaciny: carnem levāre ("mięso usuwać") bądź caro, vale ("żegnaj mięso"). Pokrewne nazwy to starowłoskie carasciale z łaciny carnem laxāre, rumuńskie cârneleagă z carnem ligat, oraz hiszpańskie carnestolendas z caro tollenda. Wszystkie oznaczały pożegnanie mięsa przed rozpoczynającym się wielkim postem. Inna etymologia tej nazwy, każe szukać jej źródeł w łac. carrus navalis – wóz w kształcie okrętu, który uczestniczył w procesji świątecznej ku czci bogini Izydy, a później Dionizosa w starożytnym Rzymie.
Karnawał wywodzi się z kultów płodności i z kultów agrarnych. Od głębokiej przeszłości utrzymywało się przekonanie, że im wyższe będą skoki, tym wyżej będzie rodziło zboże. Między innymi, dlatego karnawał jest tak ściśle związany z tańcami. W wielu krajach europejskich, zwłaszcza na wsiach praktykowano także tańce dookoła ogniska, najczęściej w formie koła.

## Zapusty w polskiej kulturze ludowej

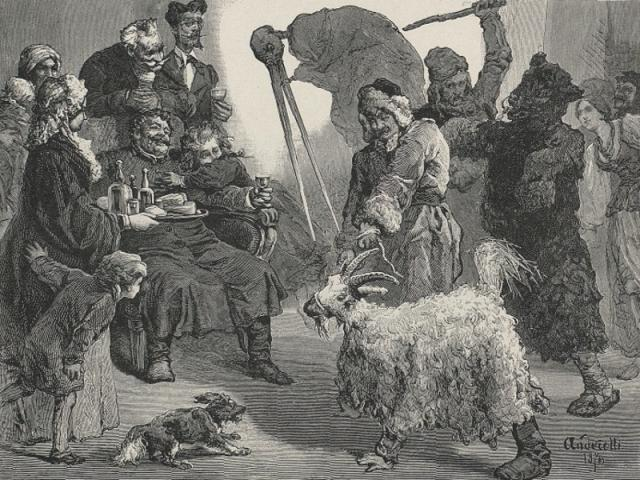
Zapusty w karczmie[potrzebny przypis]
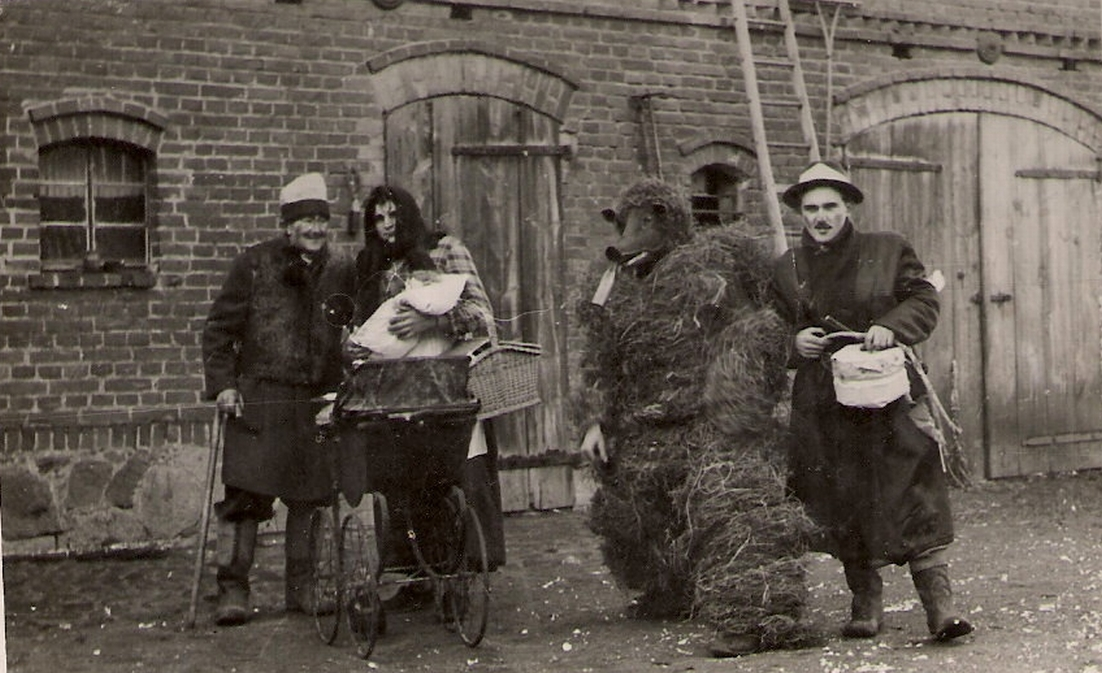
Zapusty w Podmoklach Wielkich, 1950
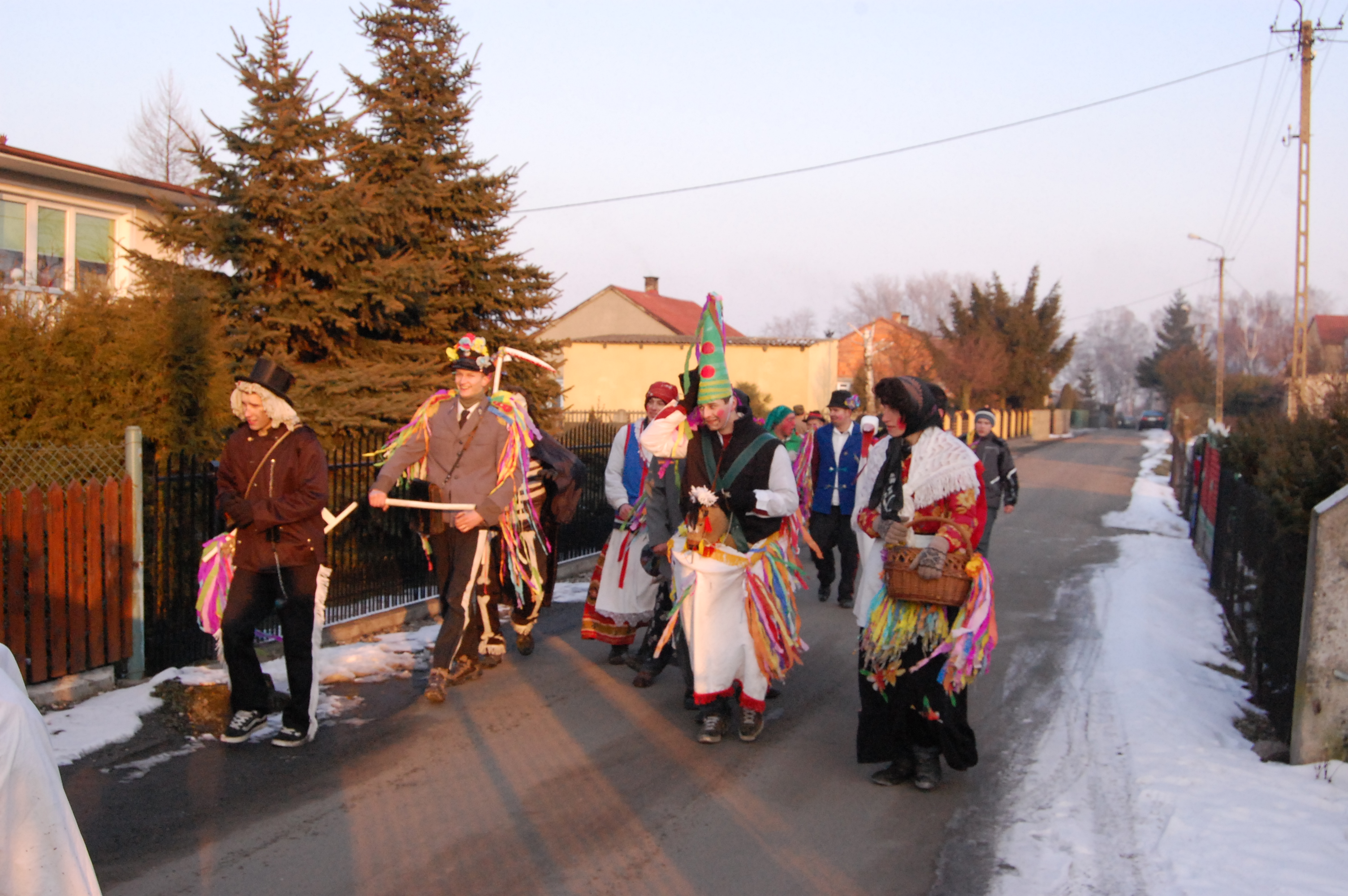
Koza z Przybranowa
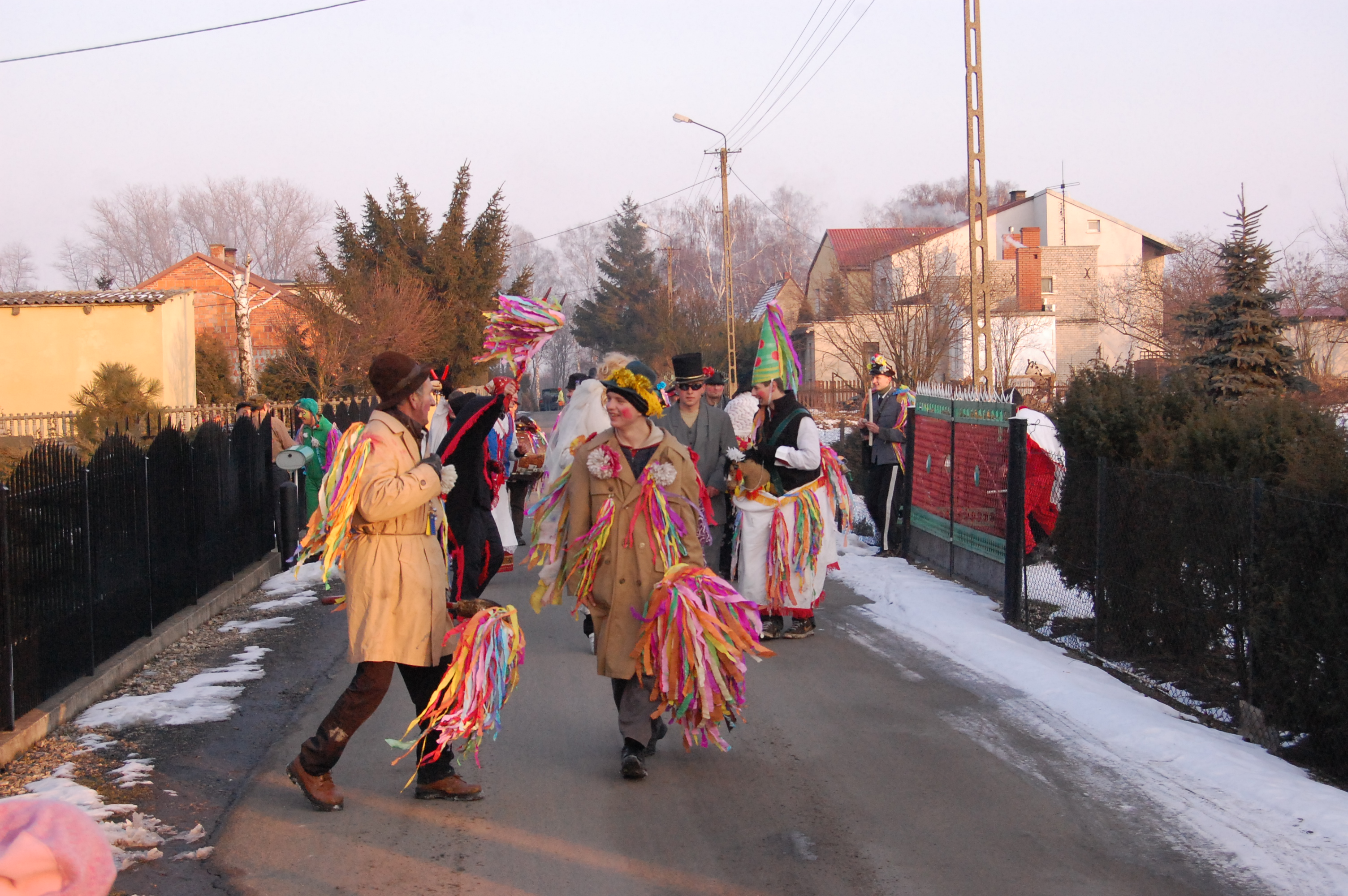
Koza z Księżyzny
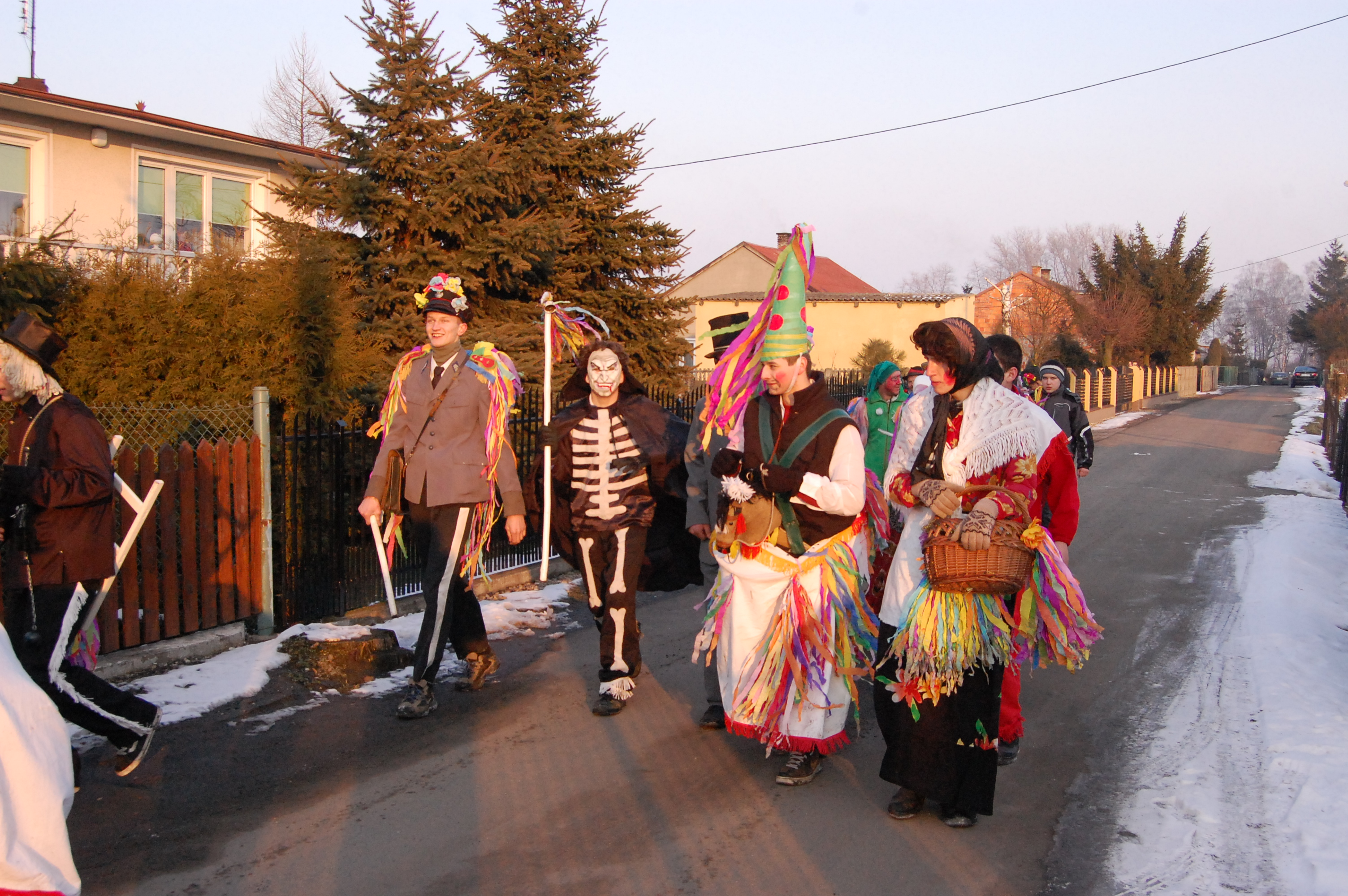
Przebierancy z Przybranowa

### Zwyczaje zapustne
1. Przebieranie się w jajko
  - Chłopcy przebierali się za różne zwierzęta (wół, tur, niedźwiedź, wilk) tworząc ich stroje lub zakładając na siebie ich skóry[2].
  - Oprócz zwierząt pojawiały się postacie Cyganów i Żydów[3].
  - Wśród parobków istniała tradycja, że jeden z nich przebierał się za żandarma, a inni za dziada i babę z dzieckiem, którzy to musieli słuchać rozkazów pierwszego. Było to około 20 chłopców[4].
  - Pojawiały się też postacie urzędników, żandarma, kozaka, sołtysa i muzykanta[5].
2. Tworzenie kukły
  - Sierotki:
„Chłopcy biorą płozę od sanek i wbijają w nią kół, na którą zakładają wozowe koło w położeniu poziomem, by się na nim jak na osi obracać mogło- i w obwodzie (dzwonkach tego koła) wywiercają cztery dziury do wbicia w nie kołków. Poczem ukręciwszy ze słomy dwie postaci, tj. chłopca i dziewczyny (zwane Sierotki), ustroją je i na tem kole posadzą, zakładając nogi tych bałwanków słomianych na owe kołki, poczem obracają koło w jeną lub drugą stronę za pomocą owego przyrządu; tak, że widzom zdaje się, jakoby postacie te były żywe i tańczyły”[5].
  - Koń:
„Konia robią z 4 łubów i drążka (stanowiących przodek i zad jego); z jarzma wyjmują kulę i osadzą takową na łeb koński w drążku. Na konia takiego przykrytego białą płachtą i mającego ogon z konopi wsiada jeden z chłopców tj. stawa pomiędzy owe łuba) a przytwierdzony doń szelkami, skacze na własnych nogach udając cwałującego na małym koniu jazdca co z daleka dość łudzący przedstawia widok” (Lud Seyra V. str. 301, Oskar Kolberg, str. 74).
  - Koza:
„ wizerunek kozy [jest] uszyty ze szmat, obwieszony świecidełkami i brzękadłami, utkwiony do wierzchołka drążka”[6].
3. Wędrówki po domach
  - przebrani chłopacy wędrowali do chat i po przemowie otrzymywali wykup. Jeśli nic nie dostali, porywali gospodarza i trzymali go tak długo, dopóki nie wykupił się w karczmie[4].
  - dawali oni do zrozumienia gospodarzom do których zawitają, że jeśli nie wykupią się wołoczebnem, czyli datkiem w gotówce lub produktach to ich krowy nie dadzą im mleka[6].
  - inni mówili, że jeśli nie dostanie się datków to „robactwo pole psuć będzie”[6].
4. Tańce
  - W środę popielcową kobiety zbierają się w karczmie na tańce, po to aby urosły im konopie (Zbiór wiadomości do Antropologii VIII str. 365 Parysow).
5. Piosenki
  - Wraz z ukazaniem się postaci Zapusta wraz z towarzyszami przed domem lub w drzwiach, przemawiają w izbie:
„Gospodynie:
Jedzie Zapust na koniu
Wywija po moście,
Frasują się komornice
Co będą jeść w poście.
Komornice:
Stoi beczka śledzi,
Niech każda je, w domu siedzi.
Gospodynie:
Jedzie Zapust na koniu
Wywija po moście,
Frasują się komornice
Co będą pić w poście.
Komornice:
Stoi beczka piwa,
Niech każda pije, póki żywa.
Gospodynie:
Jedzie Zapust na wozie,
ciągnie mięso na powrozie:
i przyjechał k`nam k`nam.
Komornice:
Krzyknął: chude gąski mam;
Wypędzie ich na murawkę
Niech zieloną szczypią trawkę,
A tu zima, trawy nie ma!
Gąski pozdychały,
Gosposie się oblizały"[7].
6. Inne zwyczaje
  - W ostatnie dni zapustów podchmieleni mieszkańcy wsi chodzą po ogródkach i tam gdzie gospodarz posiada „drzewo w kolcach” zabierają je i oddają do karczmy, otrzymując w zamian trunek skrzętnie nalewany przez samego szynkarza, który naturalnie staje się posiadaczem zrabowanego drewna (I.K. Gregorowicz „Obrazki wiejskie”, Warszawa 1852 tom I str. 229).
  - we wstępną środę kobiety, które nie wyszły za mąż przypinają się w miejsce koni do sań i obwożą skrzypka po wsi. Przywożą go do dworu, gdzie zostają ugoszczone. Później mają za zadanie odwieźć grajka do karczmy, gdzie mają go „zabić” przez spalenie lub powieszenie. W tym celu obwiązują mu słomą lekko ramiona i golenie i zaplatają słomę tak, by grajek miał czas ją odrzucić, udają też, że go wieszają, ale zostawiają stołek tak by mógł się wydostać[8]
  - wieczorem w środę do karczmy wjeżdża na koniu postać nazywana Zapustem. Zapust obsypuje głowy komornic popiołem i wygania je miotłą. Gospodyni wywraca naczynie z wódką, zasypuje głowy popiołem i gasi światło. Tak kończą się zapusty i następuje Wielki Post (Lud Serya V. str. 303).
  - Sąsiedzi odwiedzają się w każdy dzień u kogoś innego. Każdy je wtedy do syta, podawane są: mięso pieczone, placki, kiełbasy. We wtorek wieczerze je się wspólnie o 8 po czym tańczy się po domu lub podwórzu. Około 10 każdy udaje się do domu, o 12 domownicy wstają od stołu i każdy udaje się na spoczynek mówiąc: „post, post”[6].

### Zapusty na Kaszubach
Zarówno zapusty jak i inne zwyczaje Kaszubów mają swoje źródło w dawnej przeszłości i tworzą ich kulturę. Zapusty to czas zabaw i tańców. W tym czasie często spożywa się też duże ilości alkoholu. Panny wystrojone w piękne suknie brały udział w balach, by znaleźć mężów. Okres ten kończy się w ostatki.
Dawniej w zapusty jedzono dużo tłustych dań, bardzo popularne były placki ziemniaczane. Jedzono wiele, jakby chciano zaspokoić głód przed zbliżającym się postem. Ludzie bardzo biedni starali się w tym dniu zjeść choć trochę mięsa wierząc w to, że kto w zapusty nie je mięsa, tego komary przez lato zjedzą. W tym czasie smażono też pączki, faworki i bliny. Taniec, zabawa, śpiewy, to nieodzowne elementy zapustne. Do dzisiaj zachował się tam zwyczaj chodzenia w zapusty przebierańców. Spotkać można wśród nich postacie z kolędowania, niedźwiedzia, konia, bociana, cygana czy żandarma.
Wraz z wybiciem północy kończy się zabawa i rozpoczyna się czas wielkiego postu. Zgodnie ze zwyczajem, we wtorek zapustny piecze się wyjątkowe ciasto, tzw. "popielnik". Ciasto to piecze się z reszty ciasta po pùrclach zôpùstnëch. Na Kaszubach bardzo przestrzega się dni postnych, dlatego też we wtorek zapustny dokładnie myje się wszystkie patelnie i garnki, w których było przygotowywane na zapusty mięso. Dawniej na czas postu patelnie wieszano na płocie lub na kominie. Głównym pożywieniem Kaszubów w czasie postu były krëpe, bùlwe i slëdze. Śledzie były stosunkowo tanie, więc gospodarze mogli sobie pozwolić na zakup całej beczki śledzi, które spożywano w czasie postu.
Zapusty, to czas, w którym na Kaszubach odwiedzało się dalekich krewnych. Rodziny zbierały się i w kilka sań wyruszano na wspólne odwiedziny bliskich. Kaszubskie zwyczaje karnawałowe są bardzo urozmaicone, a wiele z nich przetrwało do dziś.

## Karnawał na świecie
Widowiskowe karnawały odbywają się w Rio de Janeiro, w Wenecji oraz na Wyspach Kanaryjskich i w Niemczech. Największym po karnawale w Rio pod względem liczby odwiedzających go turystów jest Notting Hill Carnival w Londynie. Co roku w ciągu dwóch dni przyciąga ponad 1,5 mln turystów.

### Karnawał wenecki

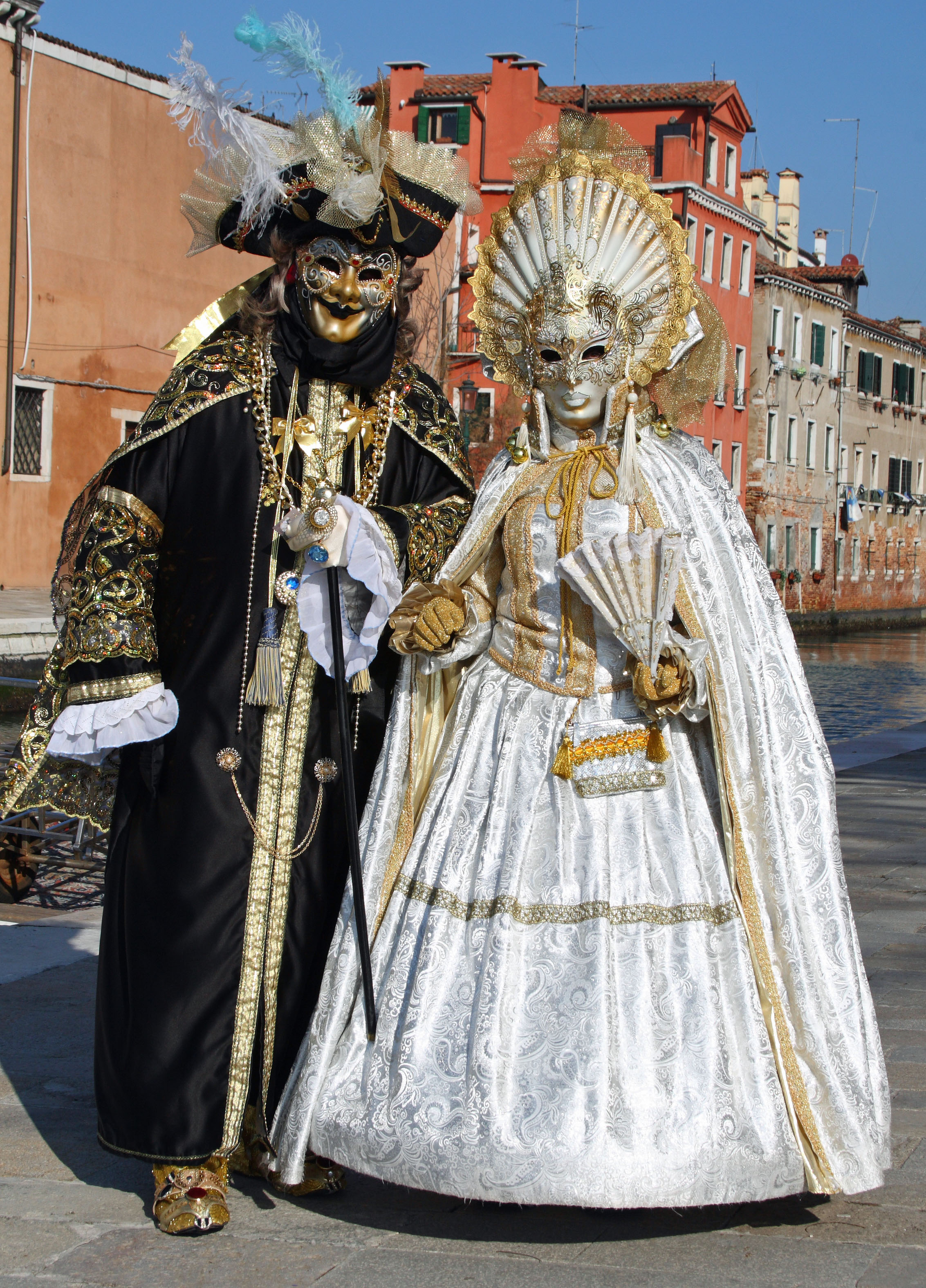
Uczestnicy karnawału w Wenecji w kostiumach nawiązujących do tradycyjnych przebrań karnawałowych, 2010

Historia weneckiego karnawału co najmniej końca XI wieku, a jego rozkwit nastąpił w XVII i XVIII wieku. Zwyczaj noszenia masek pozwalał na swobodny udział w licznych zabawach i pokazach. Po zajęciu Republiki Weneckiej przez Napoleona w 1797 zakazano publicznych imprez i karnawał zaczął tracić popularność. W latach 30. XX wieku, za rządów Benita Mussoliniego, został całkowicie zakazany. Reaktywowano go w latach 80. XX wieku.
Współczesny karnawał trwa ok. 10 dni, podczas których odbywa się wiele imprez nawiązujących do tradycji Wenecji. Jego uczestnicy często noszą fantazyjne przebrania i maski, a wybór najpiękniejszej maski jest jedną z głównych atrakcji karnawału.

### Karnawał w Londynie
Coroczny festiwal w Londynie trwa dwa dni (niedziela i poniedziałek, tzw. Bank Holiday Monday) w sierpniu w dzielnicy Notting Hill.

### Karnawał w krajach niemieckojęzycznych
Centrum niemieckiego karnawału (Karneval) jest północna Nadrenia-Westfalia, gdzie co roku 11 listopada o godz. 11.11 rozpoczyna się tzw. piąta pora roku (tak nazywa się karnawał w Kolonii). Przez kolejne miesiące (w czasie adwentu nie wszędzie) odbywają się posiedzenia karnawałowe, sowicie podlewane alkoholem i intensywne przygotowania stowarzyszeń karnawałowych do parady na koniec karnawału. Święto Trzech Króli rozpoczyna powszechny karnawał. W ostatni czwartek karnawału (Weiberfastnacht) w Nadrenii i Westfalii kobiety uzbrojone w nożyce obcinają mężczyznom krawaty, oprócz tego odbywają się też kobiece szturmy na ratusze. Co roku w Weiberfastnacht, punktualnie o godzinie 11.11 kilkadziesiąt tysięcy przebranych w barwne kostiumy kobiet wdziera się do ratuszy w Düsseldorfie, Bonn, Kolonii, Moguncji i innych niemieckich miastach, by obciąć krawaty urzędnikom i otrzymać symboliczny klucz do bram miasta, przejmując na ten dzień symbolicznie władzę. W ostatni poniedziałek (Rosenmontag) odbywają się duże karnawałowe parady, z muzyką, wozami pełnymi przebierańców zrzeszonych w towarzystwach karnawałowych, rzucających słodycze w tłum. Poszczególne regiony mają swoje zawołania (Narrenruf), np. Kölle Alaaf w Kolonii.
Poza powyższym obszarem istnieje zwyczaj świętowania karnawału pod nazwami Fasching, Fastnacht, Fastelabend lub Fasnacht – także poza Niemcami. Np. w Moguncji używa się nazw "Mainzer Fastnacht", "Määnzer Fassenacht" lub "Meenzer Fassenacht".

### Karnawał w Belgii
- Karnawał w Binche – w 2003 roku został proklamowany arcydziełem ustnego i niematerialnego dziedzictwa ludzkości, a w 2008 roku wpisany na listę niematerialnego dziedzictwa UNESCO[14].

### Karnawał w Danii
W Danii obchodzone jest święto karnawałowe Fastelavn siedem tygodni przed Niedzielą Wielkanocną.

### Karnawał w Nowym Orleanie
Karnawał w Nowym Orleanie jest znany jako Mardi Gras, dosłownie "Tłusty wtorek" (Ostatki) – w rzeczywistości chodzi o cały okres karnawału.

### Karnawał w Szwajcarii
Karnawał w Szwajcarii, znany jako "Fasnacht", rozpoczyna się na początku Wielkiego Postu i trwa kilka dni. 
Najbardziej znane obchody mają miejsce w Bazylei, gdzie mieszkańcy i turyści biorą udział w uroczystych paradach i koncertach. W 2017 roku Fasnacht w Bazylei został wpisany na listę niematerialnego dziedzictwa UNESCO.
Charakterystycznym elementem szwajcarskiego karnawału są kolorowe kostiumy i maski, które odzwierciedlają lokalne tradycje i satyryczne przedstawienia aktualnych wydarzeń.

### Carnaval Sztukmistrzów
Karnawał w Mieście Lublin znany jest tu jako "Carnaval", i jest festiwalem sztuki nowego cyrku i teatru, który odbywa się zazwyczaj w ostatnim weekendzie lipca. Nazwa tego wydarzenia nawiązuje do postaci Sztukmistrza z Lublina, bohatera książki noblisty Izaaka Bashevisa Singera. Patronem jest więc Jasza Mazur, iluzjonista i akrobata z powieści Singera, który przypominać ma o wielokulturowości i wieloreligijnej tradycji miasta. Carnaval Sztukmistrzów z roku na rok przyciąga coraz szersze rzesze artystów, mieszkańców i turystów. Szacuje się, że w edycji z 2019 roku wzięło udział już ponad 200 tysięcy widzów.